# Wales Social Partners Unit
 (signalé en juillet 2025).
Si vous disposez d'ouvrages ou d'articles de référence ou si vous connaissez des sites web de qualité traitant du thème abordé ici, merci de compléter l'article en donnant les références utiles à sa vérifiabilité et en les liant à la section « Notes et références ».
- Archive Wikiwix
- Bing
- Cairn
- DuckDuckGo
- E. Universalis
- Gallica
- Google
- G. Books
- G. News
- G. Scholar
- Persée
- Qwant
- (zh) Baidu
- (ru) Yandex
- (wd) trouver des œuvres sur Wikidata

L' Unité galloise des partenaires sociaux a été fondée en 2001 pour servir d'intermédiaire entre l'Assemblée Nationale du Pays de Galles et les partenaires sociaux.  
L'Unité est basée à Cardiff et fournit :
- un service de veille et d'information, disposant de résumés hebdomadaires des activités du Gouvernement gallois et de l'Assemblée Nationale du Pays de Galles en rapport avec les partenaires sociaux
- des résumés des documents politiques publiés par le Gouvernement gallois [en: Welsh Government] et les autres corps du secteur public actifs au Pays de Galles concernant les partenaires sociaux
- des conseils aux divisions politiques de l'Assemblée et des autres organismes du secteur public au Pays de Galles sur la meilleure manière de consulter et d'impliquer les partenaires sociaux dans le développement et la mise en place de procédures.

(Les partenaires sociaux sont membres des organisations de représentants des affaires au Pays de Galles et du Congrès des Syndicats.)